# Amt Anklam-Land
Das Amt Anklam-Land liegt im Landkreis Vorpommern-Greifswald in Mecklenburg-Vorpommern (Deutschland). Im Amt Anklam-Land sind 18 Gemeinden zur Erledigung ihrer Verwaltungsgeschäfte zusammengeschlossen. Der Verwaltungssitz befindet sich in der Gemeinde Spantekow.

## Beschreibung
Am 1. Januar 2005 wurde das Amt Anklam-Land aus den aufgelösten Ämtern Ducherow, Krien und Spantekow gebildet. Am 7. Juni 2009 wurden Drewelow und Japenzin nach Spantekow sowie Löwitz und Rathebur nach Ducherow eingemeindet. Am 1. Januar 2010 wurde Pelsin ein Stadtteil von Anklam. Zum 1. Januar 2012 wurden Neuendorf A ein Ortsteil von Ducherow, Neuendorf B ein Ortsteil von Spantekow und Putzar ein Ortsteil von Boldekow.
Die ehemals eigenständige Gemeinde Wietstock wurde am 1. Januar 2011 von Altwigshagen aus dem benachbarten Landkreis Uecker-Randow eingemeindet und wechselte damit zum Amt Torgelow-Ferdinandshof.
Am 1. Januar 2014 wurden die bisherigen Gemeinden Liepen und Neetzow zur neuen Gemeinde Neetzow-Liepen zusammengeschlossen.
Das Amtsgebiet erstreckt sich von der Peene im Norden bis zum Großen Landgraben im Süden. Ein kleiner Teil des Amtes grenzt im Nordosten an das Stettiner Haff. Das Amt wird im Süden durch den Landkreis Mecklenburgische Seenplatte und die Ämter Torgelow-Ferdinandshof und Am Stettiner Haff sowie im Norden durch das Amt Züssow begrenzt. Einige Erhebungen erreichen im Amt die Höhe von über 50 Metern. Der größte See im Amt ist der Putzarer See. Größere Flüsse sind die Peene, der Große Landgraben und der Peene-Südkanal.
Wirtschaftlich ist nur die Landwirtschaft erwähnenswert, auch der Tourismus spielt eine gewisse, wenn auch kleine Rolle. Größere Industrieansiedlungen gibt es nur in der Umgebung von Anklam.
Durch den Norden des Amtes Anklam-Land führt die Bundesstraße 199 von der westlich gelegenen Bundesautobahn 20 nach Anklam. Die Bundesstraße 197 (von Anklam nach Neubrandenburg) kreuzt in Nord-Süd-Richtung das Amt.

## Die Gemeinden mit ihren Ortsteilen
- Bargischow mit Anklamer Fähre, Gnevezin und Woserow
- Blesewitz mit Alt Sanitz und Neu Sanitz
- Boldekow mit Borntin, Glien, Glien Siedlung, Kavelpaß, Putzar, Rubenow und Zinzow
- Bugewitz mit Kalkstein, Kamp, Lucienhof und Rosenhagen
- Butzow mit Alt Teterin, Lüskow und Neu Teterin
- Ducherow mit Busow, Heidberg, Kurtshagen, Löwitz, Marienthal, Neuendorf A, Rathebur, Schmuggerow, Schwerinsburg und Sophienhof
- Iven
- Krien mit Albinshof, Krien-Horst, Neu Krien, Stammersfelde und Wegezin
- Krusenfelde mit Gramzow und Krusenkrien
- Medow mit Brenkenhof, Nerdin, Thurow und Wussentin
- Neetzow-Liepen mit Kagenow, Klein Below, Liepen, Neetzow, Padderow, Preetzen, Priemen, Steinmocker und Steinmocker-Ausbau
- Neu Kosenow mit Alt Kosenow, Auerose, Dargibell und Kagendorf
- Neuenkirchen mit Müggenburg und Strippow
- Postlow mit Görke und Tramstow
- Rossin mit Charlottenhof
- Sarnow mit Idasruh, Panschow und Wusseken
- Spantekow mit Dennin, Drewelow, Fasanenhof, Janow, Japenzin, Neuendorf B, Rebelow, Rehberg und Schwerinshorst
- Stolpe an der Peene mit Dersewitz, Grüttow und Neuhof

## Politik

### Wappen, Flagge, Dienstsiegel
Das Amt verfügt über kein amtlich genehmigtes Hoheitszeichen, weder Wappen noch Flagge. Als Dienstsiegel wird das kleine Landessiegel mit dem Wappenbild des Landesteils Vorpommern geführt. Es zeigt einen aufgerichteten Greifen mit aufgeworfenem Schweif und der Umschrift „AMT ANKLAM-LAND * LANDKREIS VORPOMMERN-GREIFSWALD“.